# George Parks Highway
Der George Parks Highway (Alaska Route 3) ist eine Hauptverkehrsstraße im US-Bundesstaat Alaska, die auf einer Länge von 520 km den Glenn Highway nördlich von Anchorage mit Fairbanks im Interior verbindet. Der ursprüngliche Name der 1971 fertiggestellten Straße war Anchorage-Fairbanks Highway. 1975 wurde sie zu Ehren von George Alexander Parks, einem ehemaligen Gouverneur von Alaska, auf den heutigen Namen umbenannt.
Der George Parks Highway verläuft über weite Strecken parallel zur Alaska Railroad. Er ist die Hauptverbindung zwischen Anchorage und Fairbanks, den beiden größten Städten Alaskas, sowie die einzige Straßenanbindung zum Denali-Nationalpark und die Hauptverkehrsverbindung ins Matanuska-Susitna-Tal nordöstlich von Anchorage.
Die Kilometrierung des Highways beginnt am südlichen Ende mit dem Milepost für Meile 35, da die 56 km vom Stadtzentrum in Anchorage bis zum Abzweig des George Parks Highways vom Glenn Highway in der Nähe von Palmer mitgerechnet werden.

## Verlauf

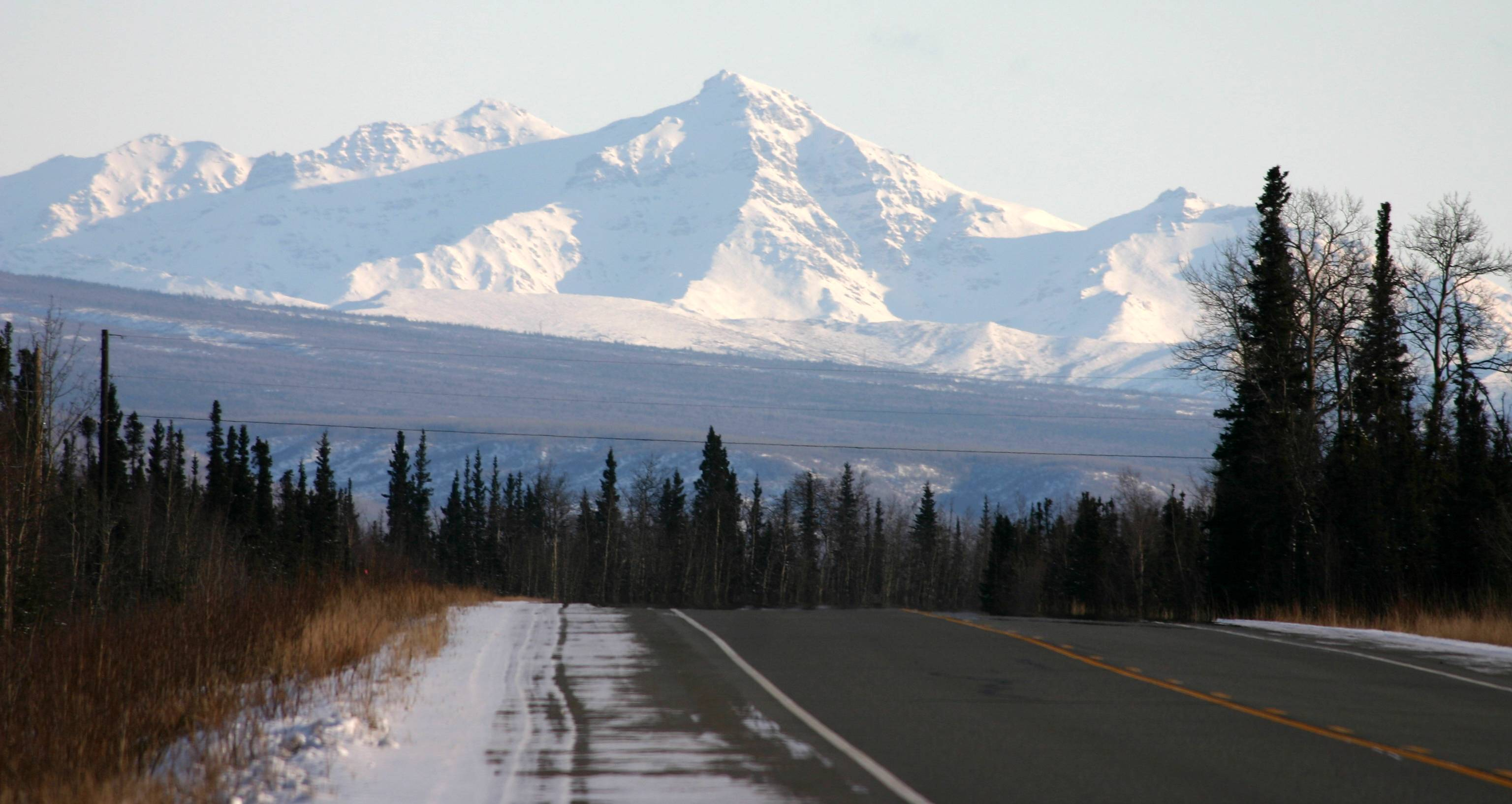
Blick vom George Parks Highway auf die Alaskakette

Nach der Abzweig vom Glenn Highway führt der George Parks Highway zunächst einige Kilometer nach Westen, bevor er sich entlang der Talkeetna Mountains nach Norden wendet. Er folgt etwa ab der Kreuzung mit der Hatcher Pass Road dem Susitna River und ab Talkeetna dem Chulitna River. Er passiert den westlich liegenden Denali und verläuft ab Cantwell parallel zum Nenana River. Bei Kilometer 382 liegt der Eingang zum Denali-Nationalpark. Bei Nenana, 86 km vor Fairbanks, kreuzt der Highway den Tanana River und biegt Richtung Nordwesten ab. In Fairbanks führt der Richardson Highway weiter Richtung Delta Junction und der Steese Highway nach Circle am Yukon.